# Julian (Pennsilvània)
Julian és una concentració de població designada pel cens dels Estats Units a l'estat de Pennsilvània. Segons el cens del 2000 tenia 152 habitants.

## Demografia
Segons el cens del 2000, Julian tenia 152 habitants, 57 habitatges, i 40 famílies. La densitat de població era de 419,2 habitants per quilòmetre quadrat.
Dels 57 habitatges en un 29,8% hi vivien nens de menys de 18 anys, en un 63,2% hi vivien parelles casades, en un 5,3% dones solteres, i en un 28,1% no eren unitats familiars. En el 22,8% dels habitatges hi vivien persones soles el 7% de les quals corresponia a persones de 65 anys o més que vivien soles. El nombre mitjà de persones vivint en cada habitatge era de 2,67 i el nombre mitjà de persones que vivien en cada família era de 3,15.
Per edats la població es repartia de la següent manera: un 25% tenia menys de 18 anys, un 5,3% entre 18 i 24, un 30,9% entre 25 i 44, un 27,6% de 45 a 60 i un 11,2% 65 anys o més.
L'edat mediana era de 40 anys. Per cada 100 dones de 18 o més anys hi havia 90 homes.
La renda mediana per habitatge era de 40.179 $ i la renda mediana per família de 41.071 $. Els homes tenien una renda mediana de 33.750 $ mentre que les dones 18.750 $. La renda per capita de la població era de 12.307 $. Entorn del 13% de les famílies i el 16,9% de la població estaven per davall del llindar de pobresa.

## Poblacions més properes
El següent diagrama mostra les poblacions més properes.